# Klaus Franken (Bibliothekar)
Klaus Franken (* 1. Oktober 1943 in Posen) ist ein deutscher Bibliothekar, Rechtswissenschaftler und Marinehistoriker. Von 1987 bis 2006 war er Leitender Bibliotheksdirektor der Universitätsbibliothek Konstanz.

## Leben und Wirken
Klaus Franken studierte nach seiner 1962 erfolgten Reifeprüfung am Alten Gymnasium Flensburg und dem Wehrdienst von 1962 bis 1964 Rechtswissenschaft, zunächst an der Universität Bonn (1964 bis 1967), anschließend an der Universität Göttingen; dort legte er 1969 das erste juristische Staatsexamen ab. Seine Promotion erfolgte 1975 bei Hans Hugo Klein an der Universität Göttingen. Als Bibliotheksreferendar an der Universitätsbibliothek Mannheim trat er 1970 in die Ausbildung für den höheren Bibliotheksdienst und absolvierte die Fachprüfung hierfür 1972 an der Bibliotheksschule Frankfurt am Main Bis 1980 war er als wissenschaftlicher Bibliothekar an der Universitätsbibliothek Mannheim tätig, seit 1978 als Bibliotheksdirektor. Im Jahre 1980 wechselte er an die Universitätsbibliothek Konstanz zunächst als stellvertretender Direktor, 1987 wurde er ihr Leitender Bibliotheksdirektor als Nachfolger von Joachim Stoltzenburg. Dieses Amt hatte er bis zum Eintritt in den Ruhestand 2006 inne. Während seiner Amtszeit stand die Fortentwicklung und Erweiterung der neuen Universitätsbibliothek im Zentrum seiner Arbeit, die Anwendungen der elektronischen Datenverarbeitung, in der Personalführung der Wechsel von herkömmlichen Abteilungswesen zur Bildung von Bibliotheksteams, die Schaffung einer 24-Stunden-Bibliothek oder die engere Zusammenarbeit der Bibliotheken in der Bodensee-Region. Hinzu kommt sein Wirken in den regionalen und überregionalen Bibliotheksverbänden und Fachgremien.
Im Ruhestand widmet sich Franken intensiv der Veröffentlichung von Arbeiten zur Marinegeschichte, vor allem der Geschichte der deutschen Kaiserlichen Marine von 1871 bis 1918.

## Veröffentlichungen (Auswahl)
- Hochschulpolitik in Baden zwischen 1819 und 1848. Dissertation Universität Göttingen 1975.
- Wandel im Bibliotheksbetrieb – Veränderungen der Arbeitsorganisation. In: Richard Landwehrmeyer u. a. (Hrsg.): Bibliotheken im Netz. Funktionswandel wissenschaftlicher Bibliotheken durch Informationsverarbeitungsnetze. Saur, München 1986, ISBN 3-598-10644-0, S. 44–62.
- Innerbetriebliche Information, Kommunikation und Entscheidungsfindung. Das Beispiel der Bibliothek der Universität Konstanz. In: Bibliotheksdienst. Bd. 24 (1990), S. 900–911.
- Literaturversorgung in den Geisteswissenschaften der ehemaligen DDR. Kurzer Überblick über Funktion, Bestand und Geschichte der Universitätsbibliotheken, der Sächsischen Landesbibliothek und der Bibliotheken der Akademie der Wissenschaften. Bibliothek der Universität Konstanz 1991, ISBN 3-89318-008-7.
- Von der Abteilung zum Team. Vorbereitung und Durchführung der im Jahre 1985 an der Bibliothek der Universität Konstanz durchgeführten Änderungen der internen Verwaltungsstruktur. In: Hartwig Lohse (Hrsg.): Bibliotheken in alten und neuen Hochschulen (= Zeitschrift für Bibliothekswesen und Bibliographie, Sonderhefte. Bd. 55). Klostermann, Frankfurt am Main 1993, ISBN 3-465-02559-8, S. 333–347.
- Überlegungen zu künftigen Formen der Erwerbungskooperation in wissenschaftlichen Bibliotheken. In: Sabine Wefers (Hrsg.): Von Gutenberg zum Internet (= Zeitschrift für Bibliothekswesen und Bibliographie, Sonderhefte. Bd. 68). Klostermann, Frankfurt am Main 1997, ISBN 3-465-02961-5, S. 236–244.
- Die Bibliotheken der Regio Bodensee. Grenzüberschreitende bibliothekarische Kooperation als Beispiel für regionale Literatur- und Informationsversorgung. In: Margit Rützel-Banz (Hrsg.): Grenzenlos in die Zukunft (= Zeitschrift für Bibliothekswesen und Bibliographie, Sonderhefte. Bd. 77). Klostermann, Frankfurt am Main 2000, ISBN 3-465-03062-1, S. 7–14.
- Förderung der Kommunikation als Führungsaufgabe. Erfahrungen aus der Bibliothek der Universität Konstanz. In: Thomas Bürger (Hrsg.): Bibliotheken führen und entwickeln. Festschrift für Jürgen Hering zum 65. Geburtstag. Saur, München 2002, ISBN 3-598-11616-0, S. 187–195.
- Vizeadmiral Karl Galster. Ein Kritiker des Schlachtflottenbaus der Kaiserlichen Marine (= Kleine Schriftenreihe zur Militär- und Marinegeschichte. Bd. 22). Winkler, Bochum 2011, ISBN 978-3-89911-137-8.
- Das Marinekabinett Kaiser Wilhelms II. und sein erster Chef Admiral Gustav Freiherr von Senden-Bibran. Berliner Wissenschafts-Verlag, Berlin 2015, ISBN 978-3-8305-3522-5.
- Von Schwarz-Weiß-Rot zu Schwarz-Rot-Gold. Der Übergang von Seeoffizieren der Kaiserlichen Marine in die Marine der Weimarer Republik. Berliner Wissenschafts-Verlag, Berlin 2018, ISBN 978-3-8305-3878-3.
- (Hrsg.): Admiral Gustav Bachmann / Lebenserinnerungen und Tagebuch 1915 (= Schriften zur Marinegeschichte. Bd. 15). Brill Schöningh, Paderborn 2022, ISBN 978-3-506-79542-7.
- (Hrsg.): Kaiserliche Marine. Qualifikationsberichte der Seeoffiziere 1889–1919. Drei Bände. Books on Demand, Norderstedt 2022, ISBN 978-3-7562-7710-0.
- (Hrsg.): Richard Weidinger / Schwan der Südsee. S.M.S. Cormoran in der Südsee 1909. Marine-Tagebuch und Erinnerungen. Revierbuch Verlag, Essen 2023, ISBN 978-3-947320-09-7.
- (Hrsg.): Eduard von Knorr. Admiral der Kaiserlichen Marine - Biographie und Lebenserinnerungen. Berliner Wissenschafts-Verlag, Stuttgart.2025, ISBN 978-3-8305-5632-9.